# Colazione nell'atelier
Colazione nell'atelier (Le Déjeuner dans l'atelier) è un dipinto a olio su tela (118×153 cm) del pittore francese Édouard Manet, realizzato nel 1868 e conservato alla Neue Pinakothek di Monaco di Baviera.

## Storia
Il dipinto, eseguito nel 1868 durante il soggiorno di Manet a Boulogne-sur-Mer, fu esposto al Salon dell'anno successivo insieme a Il balcone. Entrambe le opere furono ovviamente criticate dalla critica tradizionalista. Molto velenosa fu la critica di Jules-Antoine Castagnary, il quale si cimentò in un lungo sproloquio che ben dimostra come il pubblico si rapportasse all'arte prima dell'offensiva impressionista:
(Jules-Antoine Castagnary)

## Descrizione

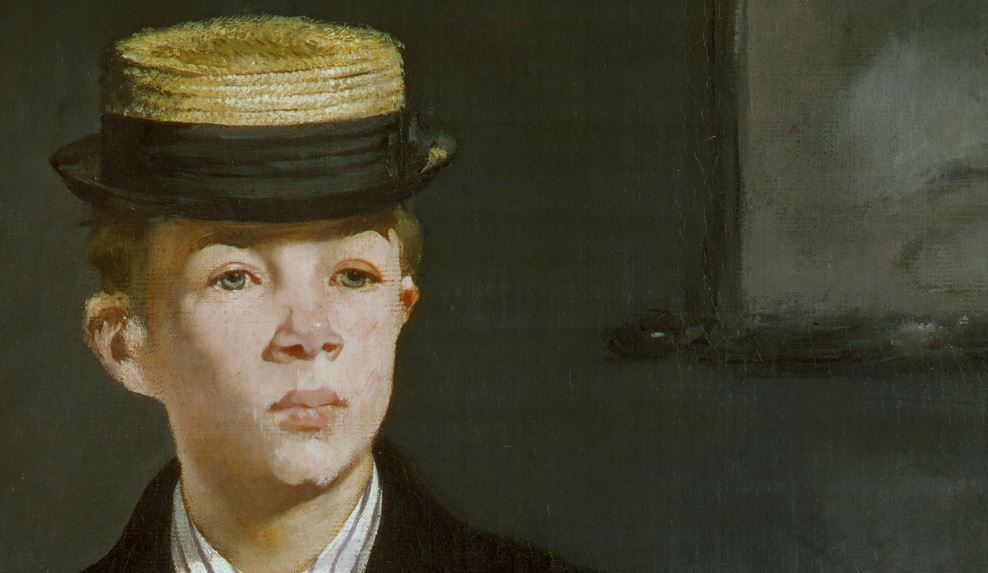
Dettaglio del volto malinconicamente assorto di Léon

Si tratta questa di una delle opere più elaborate mai eseguite da Manet. Ne sono testimoni i diversi rimaneggiamenti, emersi con le radiografie, che dimostrano come Manet avesse in precedenza effettivamente ambientato la scena in un atelier, donde la denominazione del dipinto, per poi ridipingere quella che era una parete vetrata con un muro scuro. Nonostante il titolo, dunque, non vi è traccia di elementi riconducibili alla dimensione dell'atelier, fatta eccezione per le varie armi e accessori orientaleggianti disposti sulla sedia.
L'opera raffigura un dopo pranzo. A destra vi è un signore intento a fumare, dallo sguardo pensieroso e riflessivo, con un bicchiere di caffè in mano a mo' di digestif (ad aver posato è un vicino di casa dello stesso Manet): a sinistra, invece, sopraggiunge la cameriera con una caffettiera in mano, pronta a servire i vari personaggi con altro buon caffè. Il vero protagonista della scena, tuttavia, è il ragazzo in primo piano: si tratta di Léon Leenhoff, il presunto figlio di Manet, che guarda assorto al di fuori del dipinto. È l'unica figura messa a fuoco dell'opera, è in piedi, poggiato sul tavolo, veste un elegante completo à la page e incrocia le gambe, anche se ciò non ci è dato completamente vederlo siccome il margine inferiore della tela lo taglia all'altezza delle ginocchia. Sul tavolo, infine, troviamo i resti del pasto appena consumato. Emerge con particolare violenza il dettaglio del limone sbucciato, animato da un colore giallo squillante che viene ripreso e variato nella cravatta del ragazzo: questo fu un particolare che Manet probabilmente desunse dai quadri di Vermeer che aveva ammirato ad Amsterdam, e che probabilmente lo affascinò moltissimo, considerando che troviamo limoni sbucciati anche nel Ritratto di Zacharie Astruc e nella Donna con pappagallo.
Anche i pittori impressionisti - si pensi a Renoir o a Monet - si cimentavano in quegli anni nelle raffigurazioni di colazioni. Il brano di Manet, tuttavia, si distingue perché agitato da una profonda estraneità: gli sguardi dei tre personaggi sono fuggitivi, si perdono, e non manifestano né sentimenti né affetti, a tal punto che si viene a generare un atteggiamento sospeso, quasi di attesa. Questo angoscioso distacco viene accentuato anche dalla tavolozza, dominata da tinte fredde, perlopiù verdi e azzurri. Non bisogna dimenticare, inoltre, che mentre gli Impressionisti non si ispirarono mai ai maestri del passato, qui Manet si rifà nuovamente a modelli colti: non solo Vermeer, come già accennato, ma anche Jean-Baptiste-Siméon Chardin, Pierre-Narcisse Guérin e Charles Baudelaire, esplicitamente omaggiato dal Manet con il gatto nero accovacciato sulla sedia (Baudelaire era infatti noto come «poeta dei gatti»).